# Corrupião-laranja
Corrupião-laranja ou corrupião-do-iucatão (Icterus auratus) é uma espécie de ave da família Icteridae. Pode ser encontrada nos seguintes países: Belize e México, na Península de Yucatán. O macho tem um capuz laranja brilhante e a garganta preta. Os seus habitats naturais são: florestas secas tropicais ou subtropicais e florestas secundárias altamente degradadas.